# Жилинська (присілок)
Жилинська (рос. Жилинская) — присілок в Шенкурському районі Архангельської області Російської Федерації.
Населення становить 71 особу. Входить до складу муніципального утворення Усть-Паденьгське муніципальне утворення.

## Історія
Від 1937 року належить до Архангельської області.
Від 2004 року належить до муніципального утворення Усть-Паденьгське муніципальне утворення.

## Населення
1. Н/Д[2]